# Juan Luna Novicio
Juan Luna y Novicio (Badoc, Filipines, 23 d'octubre, de 1857 - Hong Kong, 7 de desembre de 1899) fou un pintor i escultor del romanticisme i el realisme.

## Joventut
Els seus pares, tots dos de raça índia-malaia, es deien Joaquín Luna de San Pedro i Laureana Novicio y Ancheta, matrimoni de posició i modesta fortuna. Va ser el tercer dels set fills del matrimoni. Era germà del violinista Manuel Luna i Novicio (1858-1883).
L'educació de Luna, confiada a la seva mare, va ser eminentment religiosa. Va estudiar a l'Ateneu Municipal, creat per l'Ajuntament de Manila i dirigit pels Pares de la Companyia de Jesús.
Va aprendre en un entorn social on dominava la teocràcia. Luna de nen es resistia a l'ensenyament religiós del col·legi; com ell mateix deia als seus pares: jo no he nascut per ser sant.
Sent estudiant ateneista robava temps per l'estudi del dibuix i passava hores senceres a l'Acadèmia de Pintura contemplant les pintures que s'hi exposaven i les obres dels alumnes. De l'Ateneu Municipal i amb prou feines iniciat en el segon ensenyament, va passar a l'Acadèmia Naval. Luna es va matricular a l'Escola Nàutica de Manila i es va convertir en mariner. Acabats els seus estudis teòrics, va fer les pràctiques i el seu primer viatge. Va fer els seus viatges pels mars de la Xina i de l'Índia. Va contemplar ciutats de Singapur, Hong-Kong, Emuy, Jakarta i Colombo. Durant el període de la seva estada a la badia de Manila va completar els seus estudis de dibuix i sota la direcció de León Guerrero va rebre les primeres lliçons de pintura.
| «           | Els meus ideals s'han inspirat solament a poder trepitjar platges europees amb el propòsit de realitzar el meu somni daurat, la meva il·lusió eterna, el meu constant malson: la pintura | » |
| — Juan Luna | |   |

També es va inscriure a l'Acadèmia de Belles arts (Acadèmia de Dibuix i Pintura) a Manila, on va ser influït i li ensenyava a dibuixar l'artista espanyol Agustín Sáez. Desafortunadament, els traços vigorosos dels pinzells de Luna, disgusten al seu mestre i Luna va ser expulsat de l'Acadèmia. No obstant això, Guerrero va quedar impressionat per la seva habilitat i va instar Luna a viatjar a Espanya per prosseguir els seus estudis. En aquella època el progrés de les Filipines es troba estancat degut al conflicte amb Espanya.

## Arribada a Europa: Espanya i Itàlia
Va arribar a Espanya a finals de l'any 1877. Immediatament es va matricular a l'Academia de Bellas Artes de San Fernando; però no content amb això, va buscar una acadèmia particular, un mestre que li instruís en el secret dels rudiments de l'art pictòric, i en Alejo Vera y Estaca, autor del Entierro de San Lorenzo en las catacumbas de Roma
i dels últims moments del Setge de Numància,
va trobar un veritable mestre en l'art.
Va viatjar amb Vera per visitar Roma, i tant li va seduir el Regne d'Itàlia, que va decidir quedar-s'hi, estudiant sempre i admirant les obres de tots els artistes destacats. Quan Alejo Vera torna a Espanya, Luna roman a Itàlia i segueix fidelment els consells del seu mestre: estudiava, treballava nit i dia buscant algun bell assumpte que pintar per a un quadre d'importància; recorria els museus, anava al Vaticà, i allí el seu pensament s'embevia de les esplèndides concepcions de Miquel Àngel. Van ser dos anys d'esforços, treballant per trobar temes per a la seva inspiració, i en les ruïnes del circ romà va trobar tot allò que veia vagament en els seus somnis d'artista. Luna va pintar escenes literàries i històriques, algunes d'elles amb cert contingut de crítica política. Les seves obres al·legòriques van ser inspirades dins de l'equilibri clàssic, i amb freqüència va mostrar figures en posi teatral.

## Exposicions nacionals a Madrid
Va presentar a l'Exposició Nacional de Pintures de l'any 1881 un quadre titulat Muerte de Cleopatra, va ser la seva primera producció que entrava en un concurs, i fou adquirida per l'Estat per 1.000 duros.
A la seva Cleòpatra es manifestaven ja la seva inspiració; enèrgic colorit, pinzellades valentes, temàtica ben escollida i els encants que van envoltar la mort de l'heroïna d'Alexandria presagiaven el que la seva paleta faria amb el temps una revolució en l'art.
A instàncies de la colònia filipina, resident a Espanya, i a la gestió activa del Vicepresident del Consell d'aquelles illes, Pablo Ortiga i Eey, Luna va merèixer de l'Ajuntament de Manila una pensió anual de 600 pesos durant quatre anys, la condició era l'obligació de desenvolupar pintura que reflectís l'essència de la història de les Filipines, i que aquestes obres passarien a ser propietat de l'Ajuntament de Manila. En 1883 se li va concedir l'encomana d'Isabel la Catòlica.
El Spoliarium era un lloc situat prop de l'amfiteatre on es dipositaven els cadàvers dels gladiadors, i on acabaven de morir els combatents que havien estat mortalment ferits.
Aquesta pintura era tota una síntesi d'una època, d'una història, de la civilització d'un poble. Va emprar en l'execució del quadre vuit mesos, sense dedicar-se a res més, sense “aixecar” la mà de l'obra que abans de portar-la per a l'Exposició Nacional de Belles Arts de 1884 a Madrid, va ser celebrada amb gran entusiasme a Roma. A Madrid va obtenir una medalla d'or. La premsa nacional i estrangera diu unànimement d'ell: Luna comença per on conclouen els seus mestres
En 1886, aquest quadre va ser venut a la Diputació Provincial de Barcelona per 20.000 pessetes. El 16 de gener de 1958, va ser regalat pel Govern Espanyol a la República de les Filipines. En l'actualitat penja a la galeria principal en la planta baixa del Museu Nacional de les Filipines, i és l'obra d'art que rep als visitants en entrar en el museu.
| « | Spoliarium, Luna amb els seus cadàvers sagnants de gladiadors esclaus que són arrossegats fora de la sorra on havien entretingut als seus opressors romans amb les seves vides... despullats de tot per satisfer el menyspreu lasciu dels seus perseguidors romans..." i trasllada l'assumpte a la situació del poble filipí... "encarnava l'essència de la nostra vida social, moral i política, el nostre calvari, la humanitat no redimida raó, i l'idealisme en lluita oberta contra el prejudici, el fanatisme i la justícia..." | » |

## París

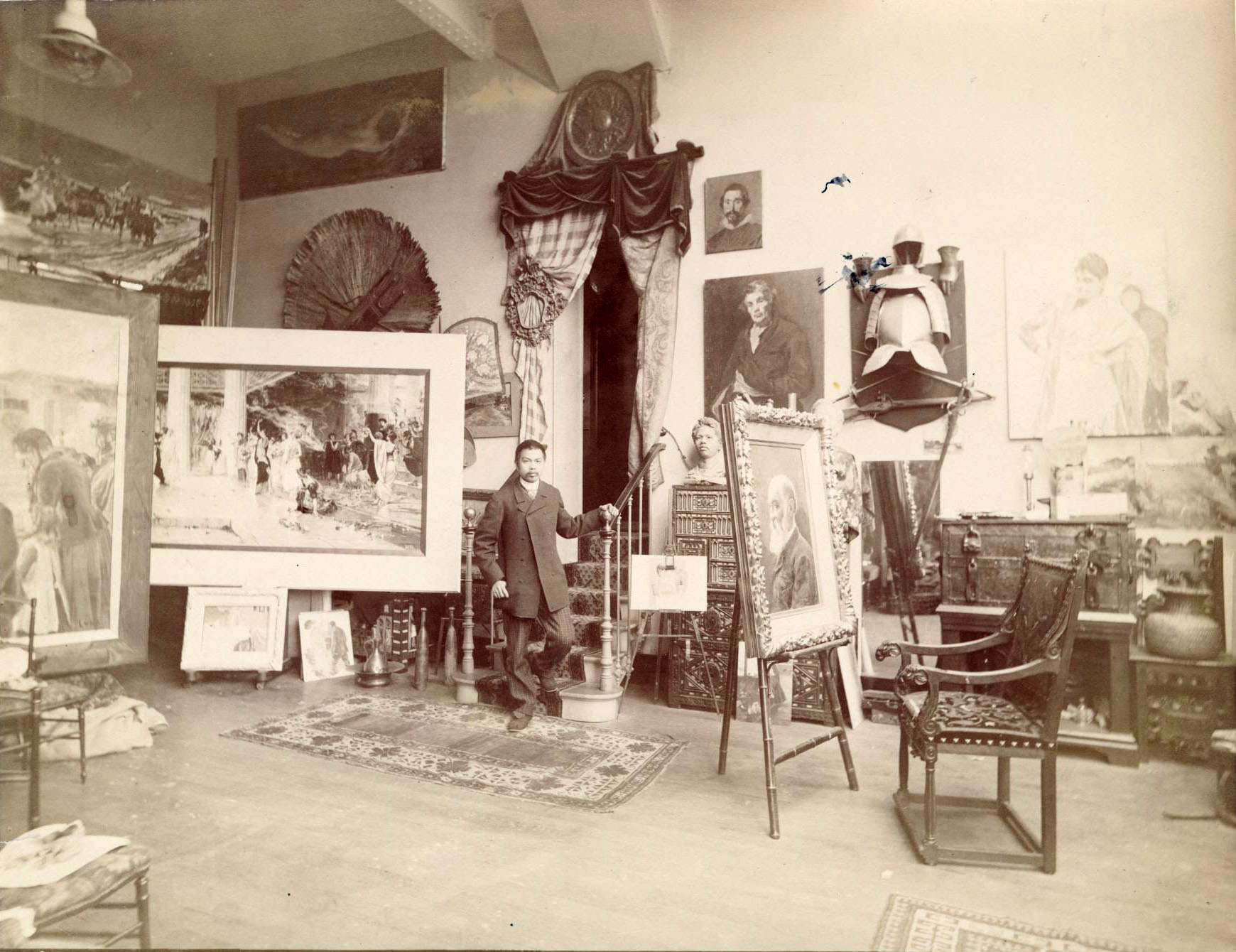
Juan Luna al seu estudi de París

El 1885 es va traslladar a París, on va obrir el seu propi estudi i es va fer amic del pintor també filipí Félix Resurrección Hidalgo. Un any després, va acabar l'obra El Pacte de Sang de conformitat amb l'acord que tenia amb l'Ajuntament de Manila, en aquesta representava la cerimònia del pacte de sang entre el Sikatuna Datu, un dels senyors de l'illa de Bohol, i el conqueridor espanyol Miguel López de Legazpi. Es mostra ara en el palau de Malakanyang.

## Matrimoni i crim passional
El 8 de desembre de 1886, Luna es va casar amb Maria de la Paz Pardo de Tavera, procedent d'una distingida i acabalada família criolla filipina. La parella va viatjar a Venècia i Roma i es va instal·lar a París. Van tenir un fill, a qui van posar per nom Andrés, i una filla Bibi que va morir durant la infantesa. A Luna li agradava pintar a la seva esposa, de qui estava profundament enamorat. No obstant això Luna sentia una gelosia profunda i acusava freqüentment a la seva esposa de tenir una aventura amb un tal Monsieur Dussag, La maltractava físicament i freqüentment l'amenaçava de mort si la descobria amb un altre home.
Davant tal situació la família Pardo de Tavera va aconsellar que es divorciessin, per evitar el continu maltractament i per temor al fet que es fessin certes aquestes amenaces de mort. Hi ha diferents versions de les causes del crim passional, i el cas és que el 23 de setembre de 1892, després d'una violenta discussió i valent-se d'un revòlver, Juan Luna va efectuar diversos trets al domicili conjugal de la rue Pergolèse, contra el seu cunyat Félix al que va ferir en el pit; a la seva sogra, que va morir a l'acte; i a la seva dona que, a conseqüència de l'impacte de bala que va rebre en el cap, acabaria morint el 8 d'octubre d'aquest mateix any.
Luna va ser absolt de tots els càrrecs el 8 de febrer de 1893, per raons de bogeria temporal, sent condemnat a pagar a la família Pardo de Tavera la suma de mil sis-cents cinquanta-un francs. Cinc dies més tard, Luna es va traslladar a Madrid amb el seu germà, Antonio Luna, i el seu fill Andrés.

## Encàrrecs de la Corona d'Espanya
Luna desenvolupa una relació d'amistat amb el Rei d'Espanya i potser a conseqüència d'això el Senat Espanyol li encarrega una obra, Combat Naval de Lepant, 1887, per commemorar aquesta batalla del 7 d'octubre de 1571. La pintura mostra a Joan d'Àustria durant la batalla a la proa d'un vaixell. És un dels "enormes llenços èpics" pintats per Luna.
També en aquest any pinta La Rendició de Granada. La seva obra en aquesta època es descriu com a dramàtica i vigorosa, amb certs elements del Romanticisme i influència de Delacroix, Rembrandt, i Daumier.
Si bé les exposicions nacionals de 1884 i 1887 marquen l'inici del declivi de la pintura d'història, per a Luna y Novicio el seu ostracisme artístic arribaria amb el fracàs que li va suposar pintar Combat Naval de Lepant (1887) per al palau del Senat, llenç no comprés en el seu moment per la seva original visualització d'instantània fragmentària, despullada gairebé de qualsevol element narratiu. Algunes de les seves obres tenen una gran càrrega ideològica i del seu caràcter progressista, i el seu posicionament en el procés independentista filipí. Juan Luna va estar vinculat a una lògia integrada per diversos personatges filipins: La Solidaridad, número 53, del Gran Orient Espanyol.

## Múrcia
Pocs anys després, a l'octubre de 1889, apareix per terres murcianes, segons notícies recollides en la premsa del moment, es va instal·lar provisionalment a Moratalla on va realitzar un retrat de la filla de Juan Tamayo, prócer distingit d'aquesta vila. Al seu pas per Múrcia va oferir dos retrats que tenia fets de la Reina Regent, a la Diputació i a l'Ajuntament respectivament i un d'aquests va ser adquirit per l'organisme provincial per cinc-centes setanta-cinc pessetes, instal·lant-se en principi al Saló de Sessions del Palau de la Diputació i passant posteriorment al despatx presidencial a l'Abril de 1932, un any després de proclamar-se la II República Espanyola, ingressa com a dipòsit al Museu de Múrcia al costat de diversos retrats oficials d'iconografia real, sent inclòs als diferents inventaris i catàlegs sense prou referències o dades, tan sols un lacònic “DJ.LUNA» com a atribució artística

## Retorn a les Filipines i mort
El 1891 Luna va tornar a les Filipines i va viatjar al Japó el 1896, tornant durant la Revolució Filipina del Crit de Balintawak. El 16 de setembre de 1896, ell i el seu germà Antonio Luna van ser detinguts per les autoritats espanyoles per estar involucrats amb l'exèrcit rebel Katipunan. Malgrat el seu empresonament, el Luna encara era capaç de produir una obra d'art que va donar a un sacerdot visitant. Va ser perdonat pels tribunals espanyols el 27 de maig de 1897, va ser posat en llibertat i va viatjar de retorn a Espanya. El 1898, va ser nomenat per la Junta Executiva del Govern Revolucionari Filipí com a membre de la delegació de París, que estava treballant per al reconeixement diplomàtic de la República de les Filipines. El 1899, després de la signatura del Tractat de París de 1898, Luna va ser nomenat membre de la delegació a Washington per pressionar pel reconeixement del govern filipí. Viatja a les Filipines el desembre de 1899 en assabentar-se de la mort del seu germà Antonio al Batalló Kawit en Cabanatuan.
El 7 de desembre de 1899 Luna sofreix un atac al cor i va morir. Les seves restes van ser enterrades a Hong Kong i el 1920 van ser exhumades i es van mantenir a la casa d'Andrés de Luna, per després ser traslladat a un nínxol a la cripta de l'església de San Agustín, a les Filipines. Cinc anys més tard, Juan es restabliria com un artista de renom mundial i, la seva última gran obra Rois et Peuple, va ser aclamada com la millor presentada a la Fira Mundial de Saint Louis (Missouri) als Estats Units. Lamentablement, algunes de les seves pintures van ser destruïdes pel foc durant la Segona Guerra Mundial.

## Obres destacades
Les Dames romanes Obra que va ser pintada per Luna, quan era un estudiant de l'escola de pintura a la Reial Acadèmia de Belles Arts de San Fernando a Madrid, el 1877.
Alejo Valera, un professor de pintura d'aquesta acadèmia, va prendre Luna com a aprenent i el va portar a Roma, on Luna va crear Les Dames romanes el 1882. Luna va passar sis anys a Roma des del 1878 al 1884.
Al balcó Aquesta pintura de Luna té data de 1884, es tracta d'una llotja a l'òpera, possiblement a Madrid, aquest era un tema favorit de molts artistes, sobretot francesos, al segle XIX
L'odalisca és una de les pintures que va fer Juan Luna i que va presentar oficialment al Saló de París, i mostra l'habilitat de Luna amb el dibuix, "talent per dibuixar i dibuixar bé". L'Odalisca formava part de la col·lecció de pintures pertanyent a l'heroi nacional filipí José Rizal. Actualment pertany a la col·lecció del senyor Luis Araneta a les Filipines
1890, José Rizal Mercado y Protacio Alonso Realonda 1861-1896, va ser un nacionalista i revolucionari filipí. És considerat com un dels herois nacionals de les Filipines, juntament amb Andrés Bonifacio
També conegut com a Interior d'un Cafè, és una obra realitzada el 1892, i una de les obres significatives que Luna crea quan va estar a París entre 1884 i 1893. La vida parisenca presenta en un ambient relaxat a una dona que s'identifica amb una prostituta que sembla a punt d'aixecar-se del sofà i atreu sobre si alguna mirada dels tres homes del fons. S'exhibeix actualment al Museu Nacional de les Filipines després que el Fons de Pensions Estatal transferir la gestió del seu col·lecció al Museu Nacional de les Filipines al març del 2012

## Galeria d'imatges

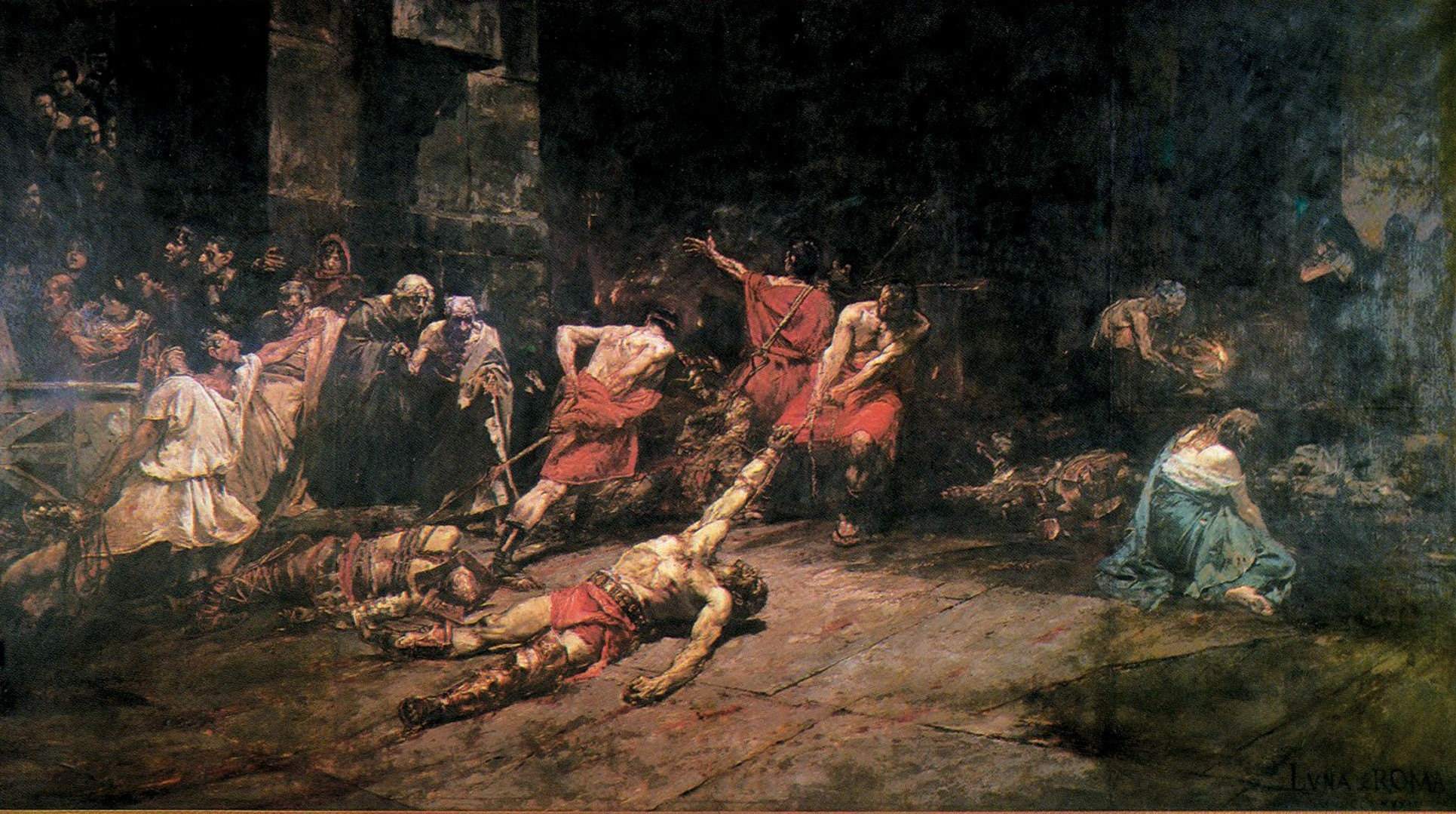
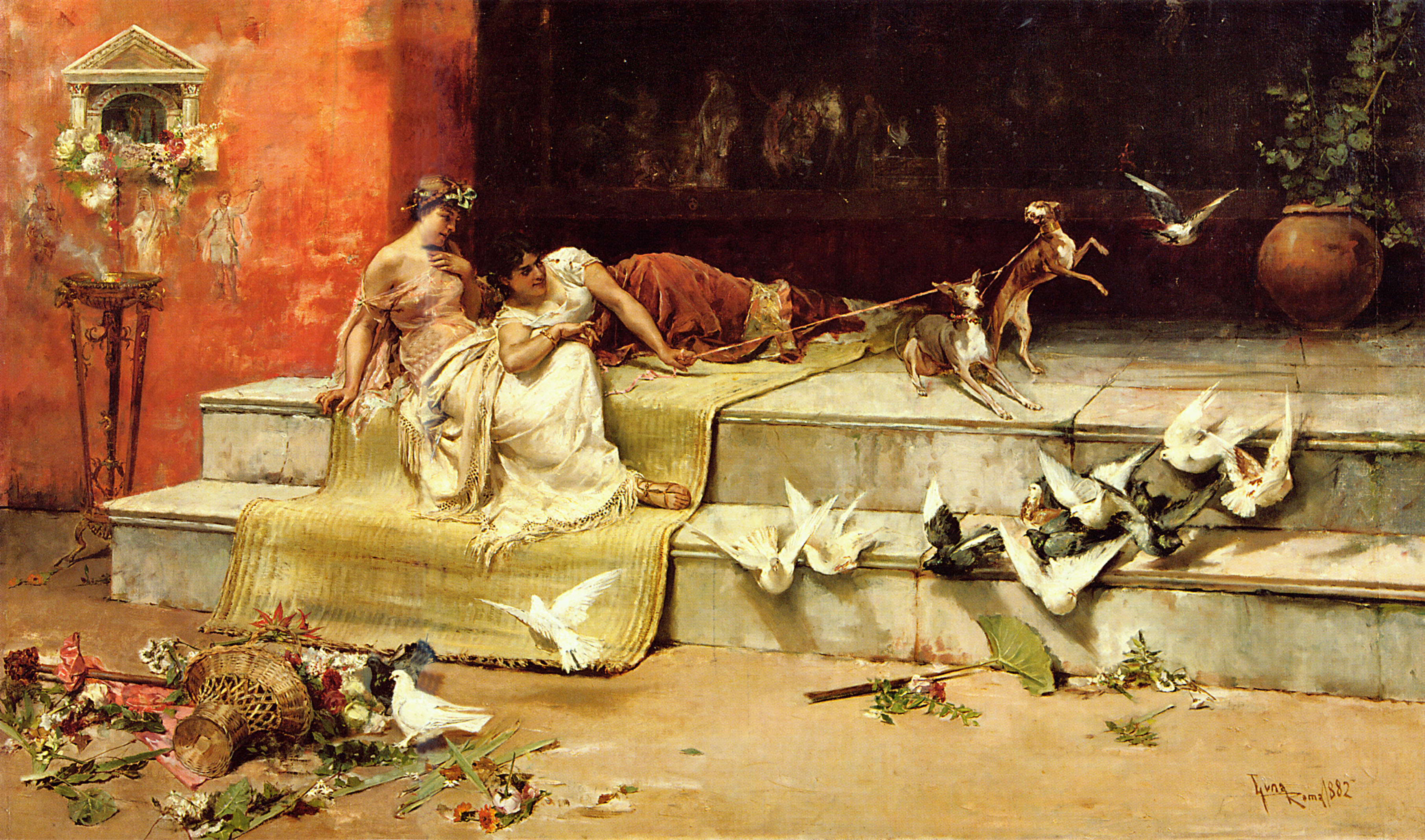
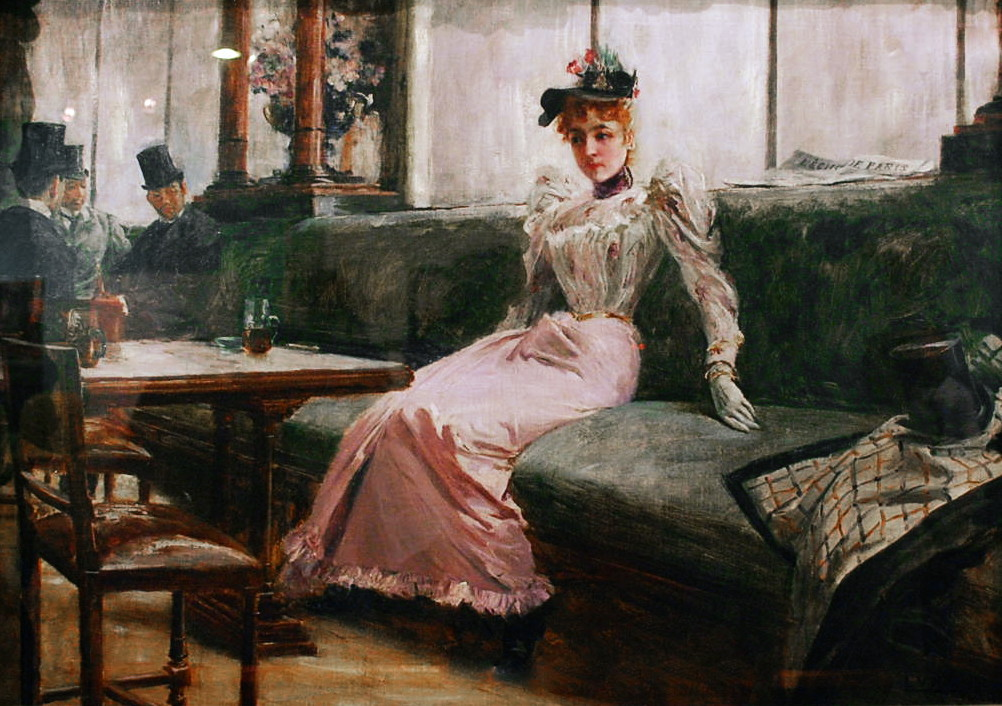
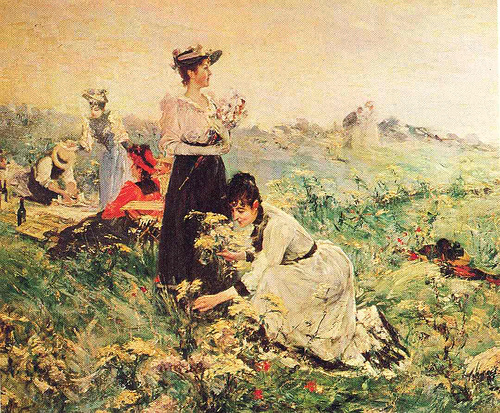
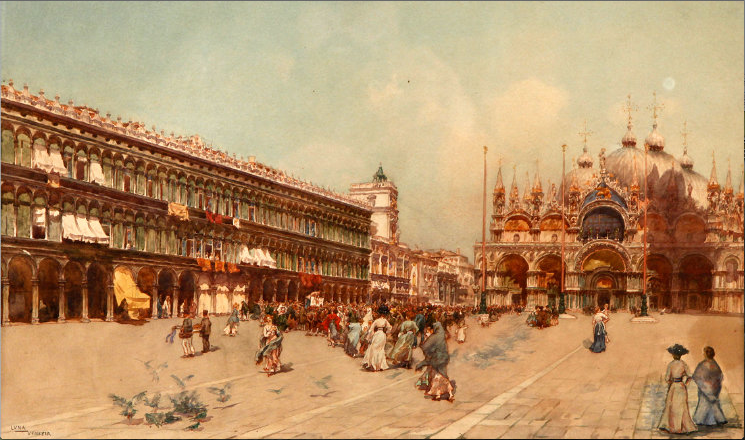
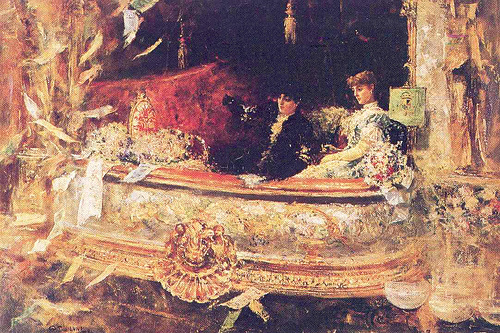
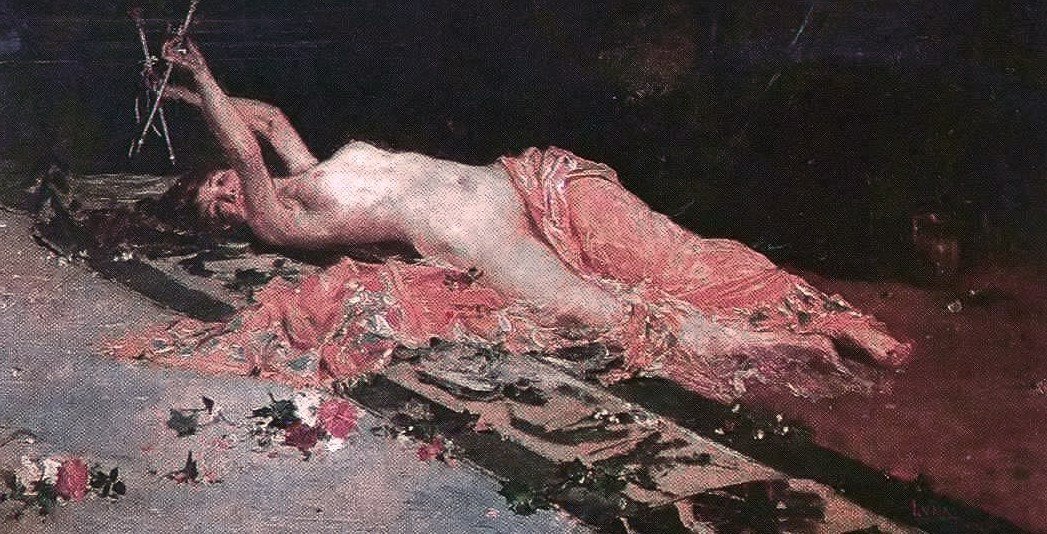
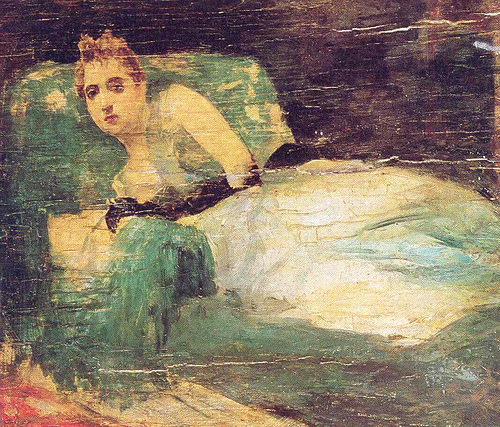
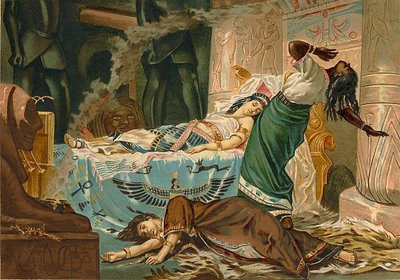
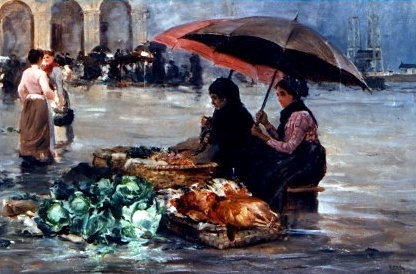
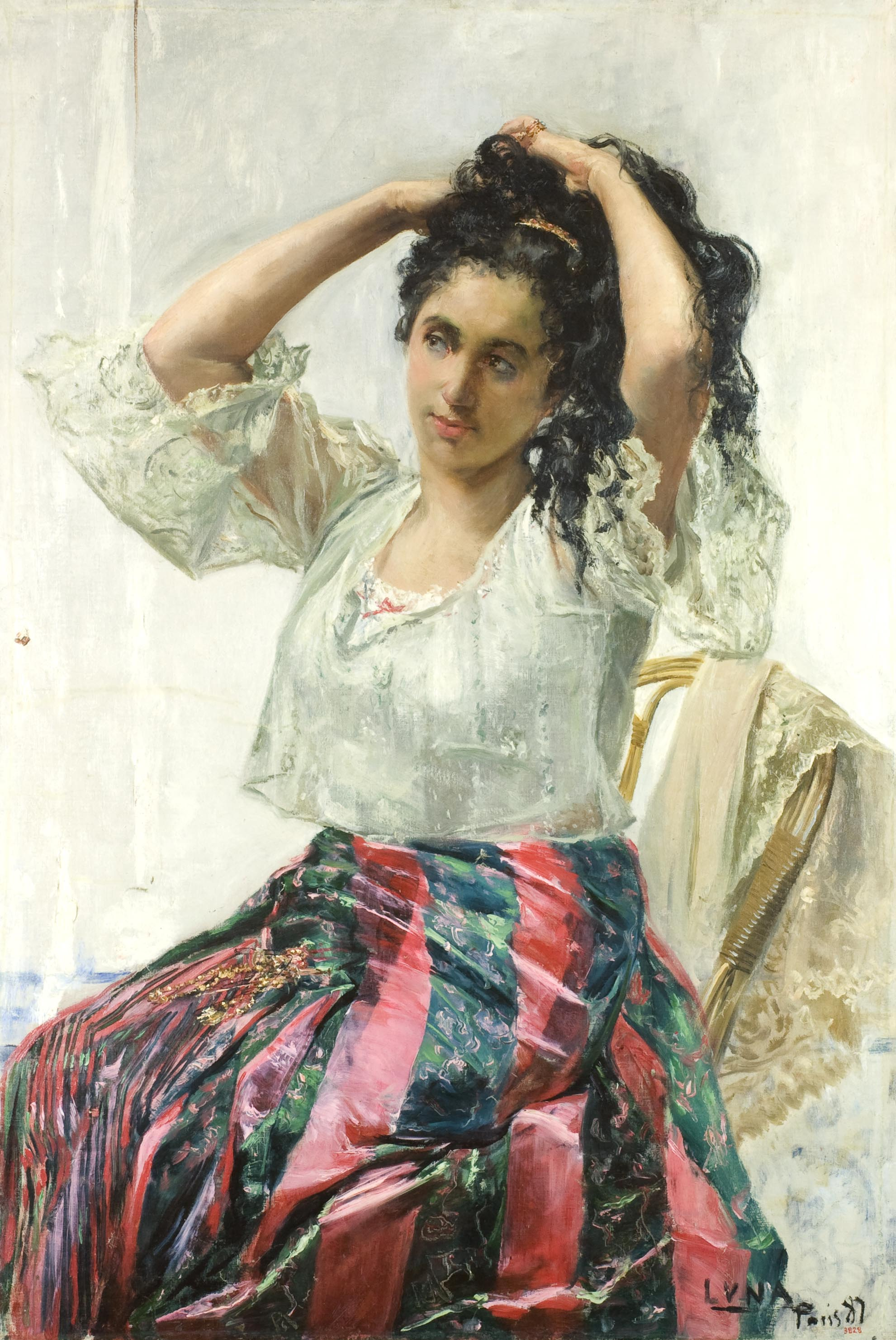
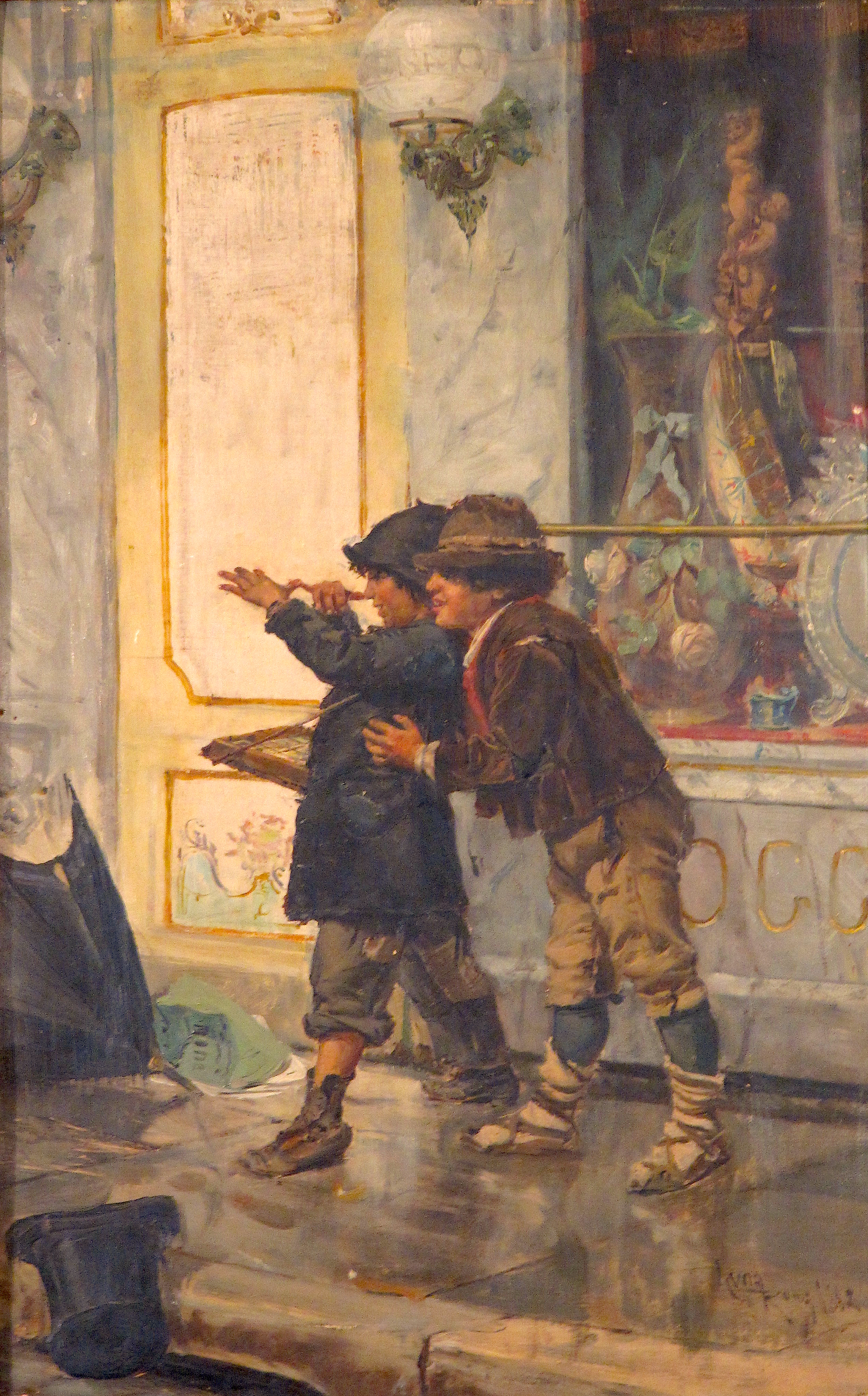
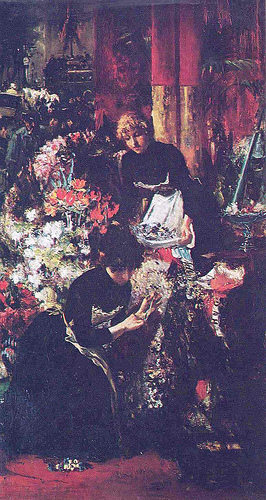
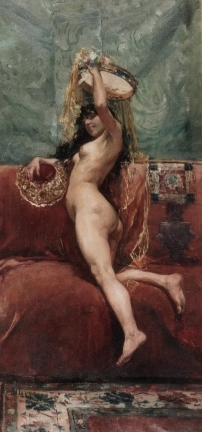
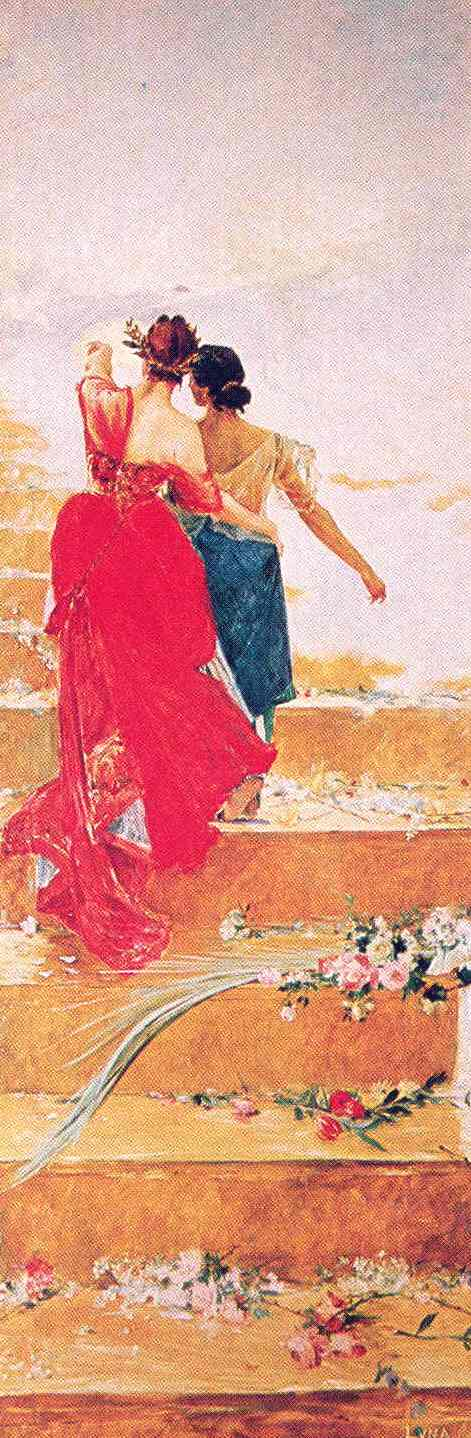
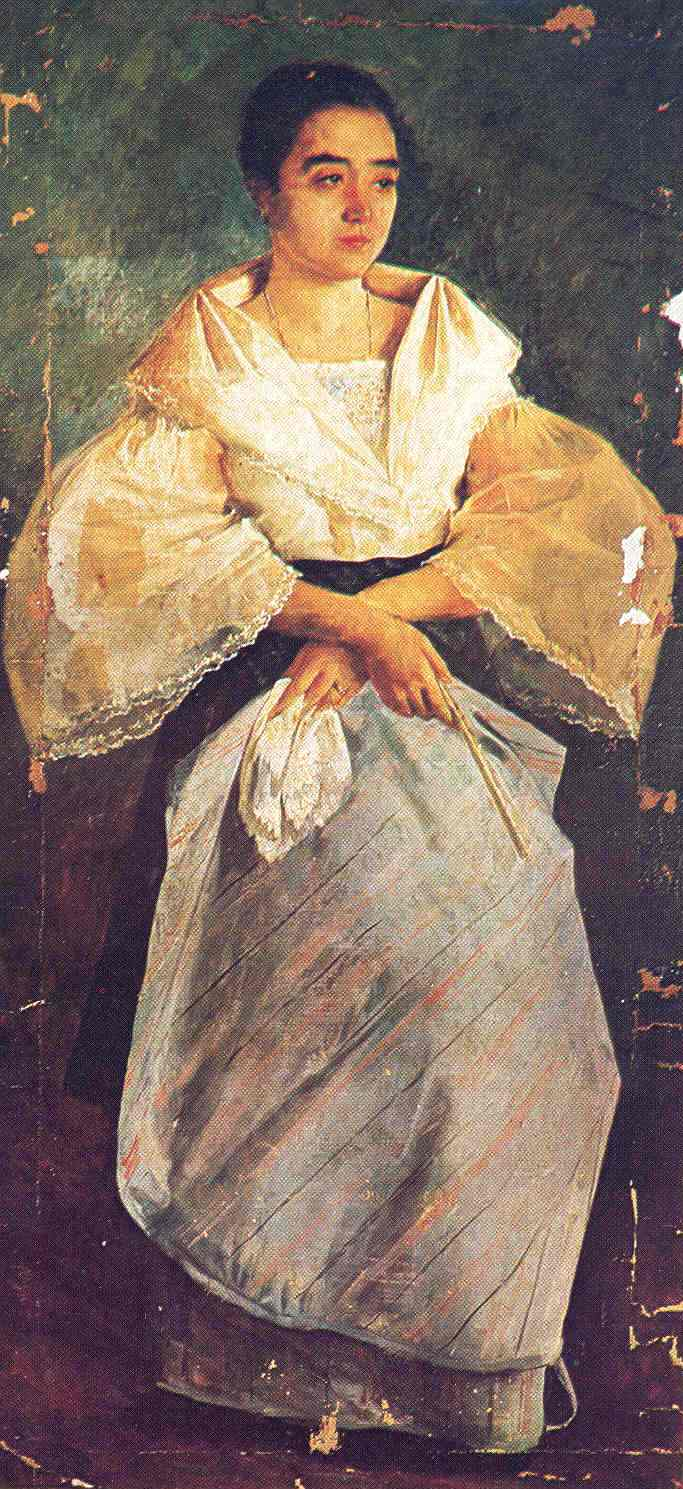
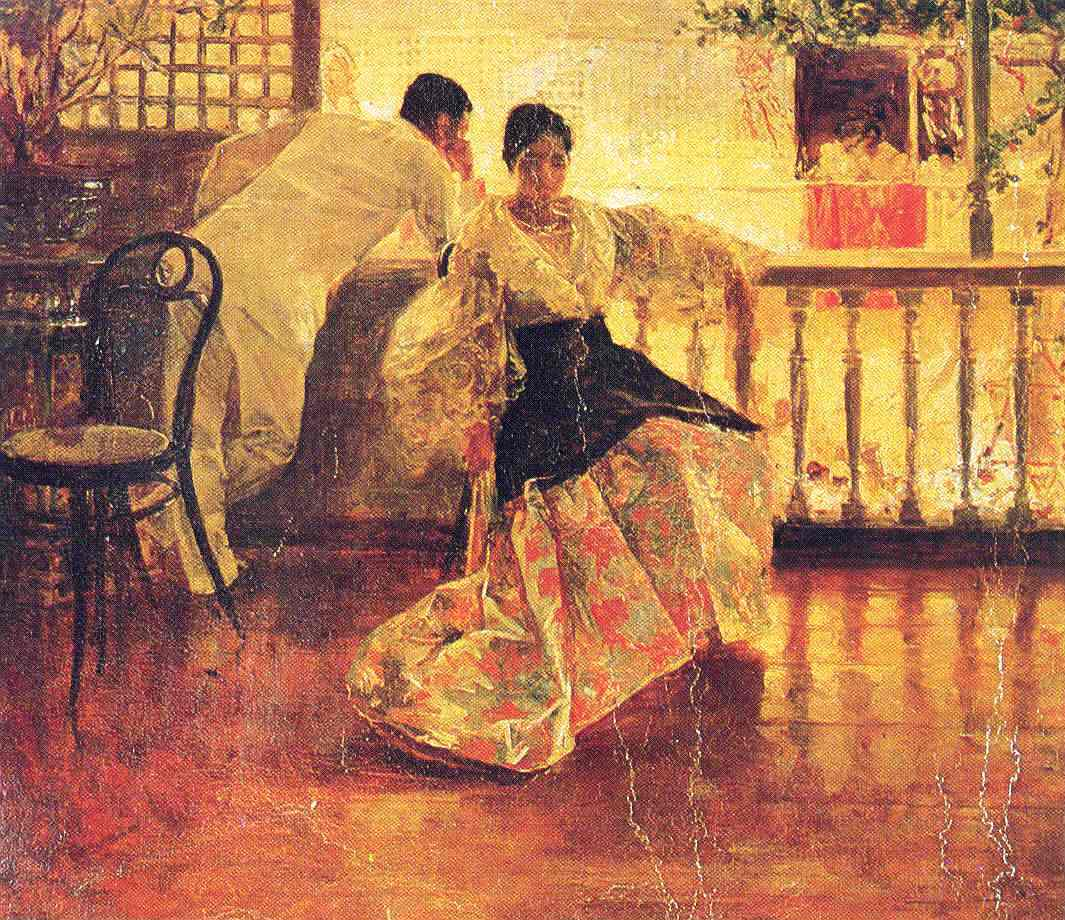
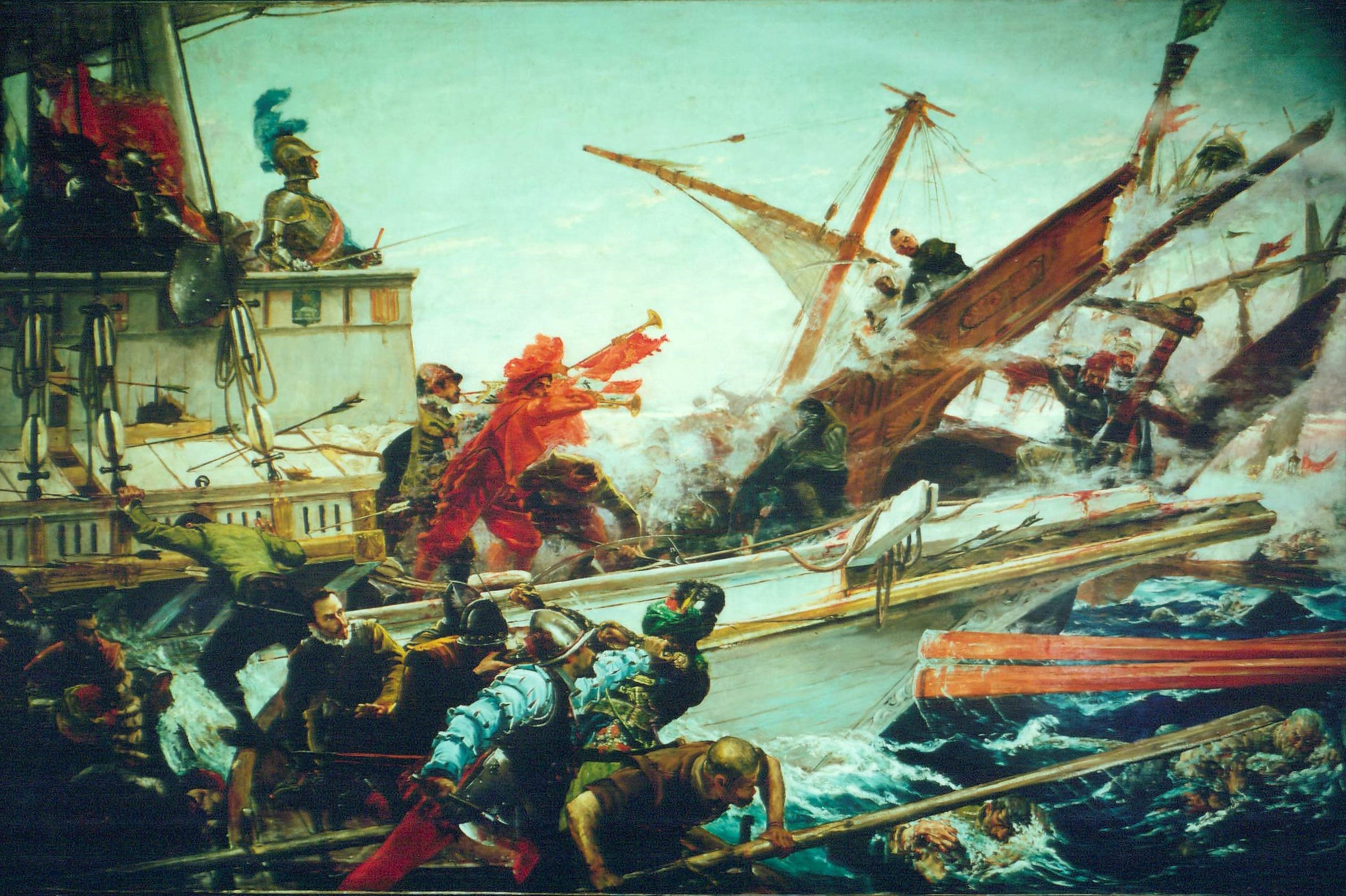
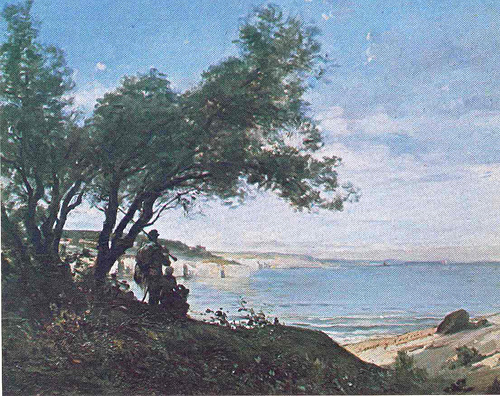
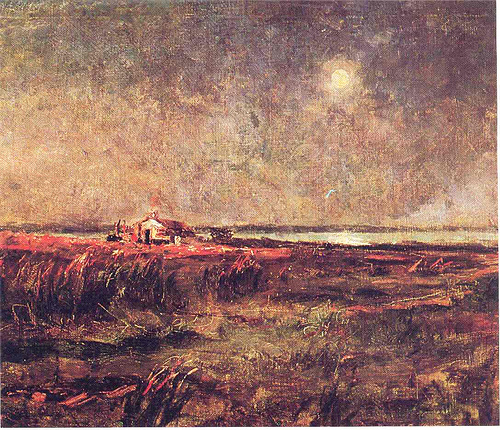
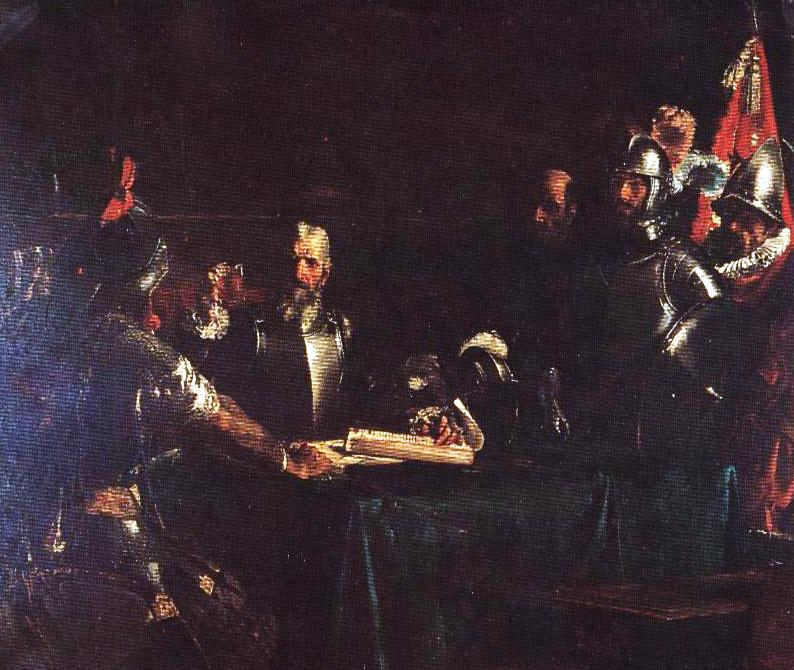
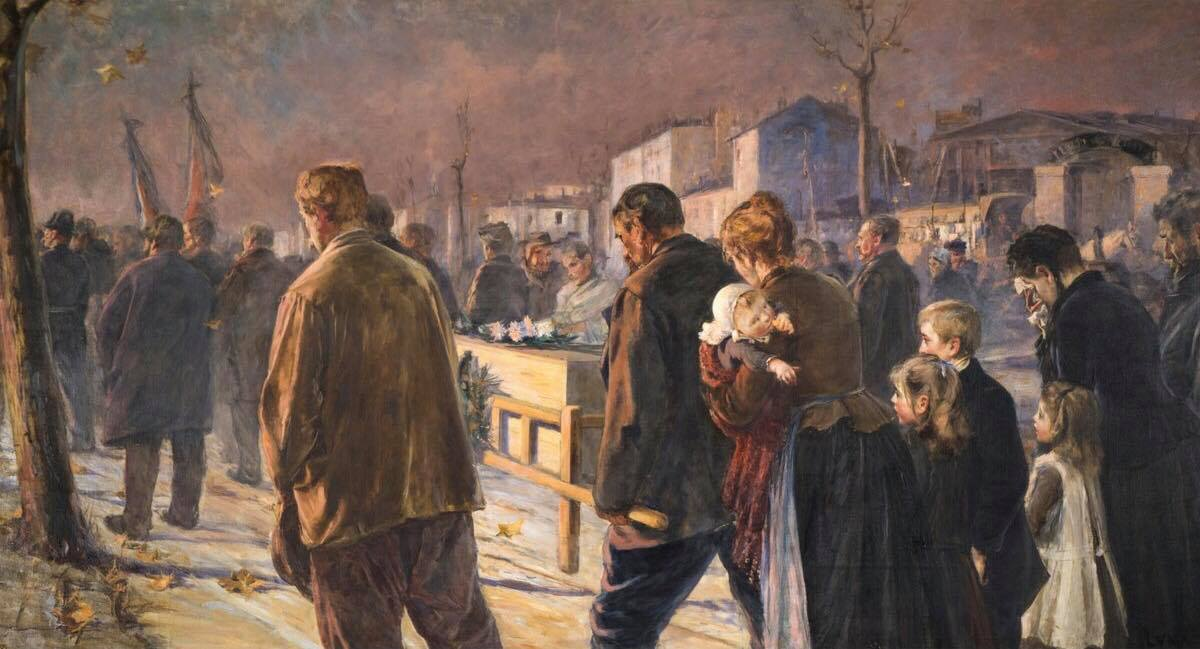
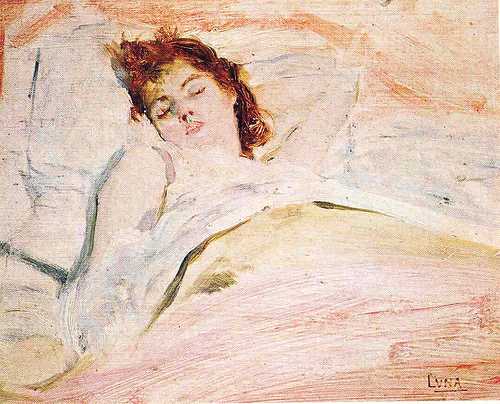
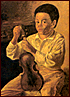
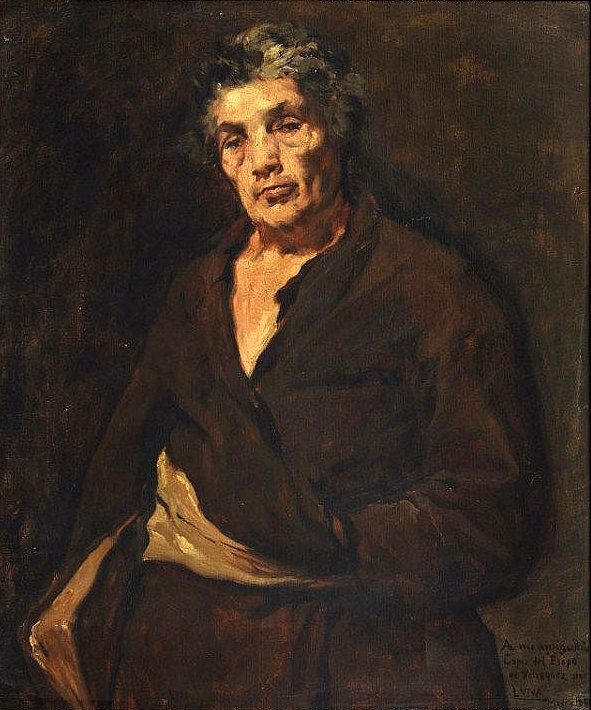
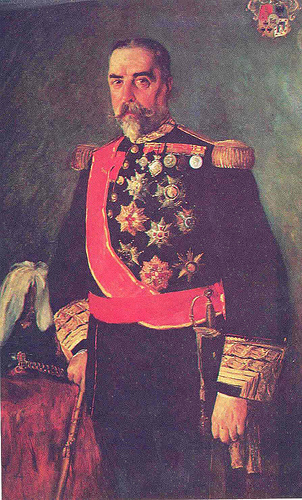
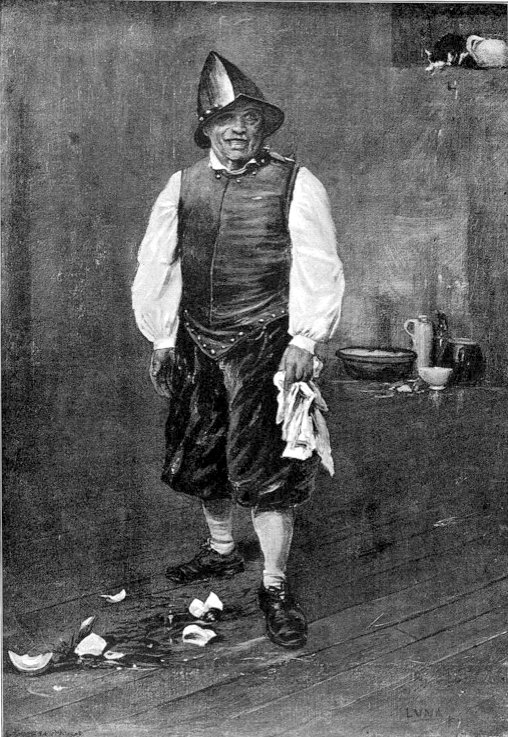
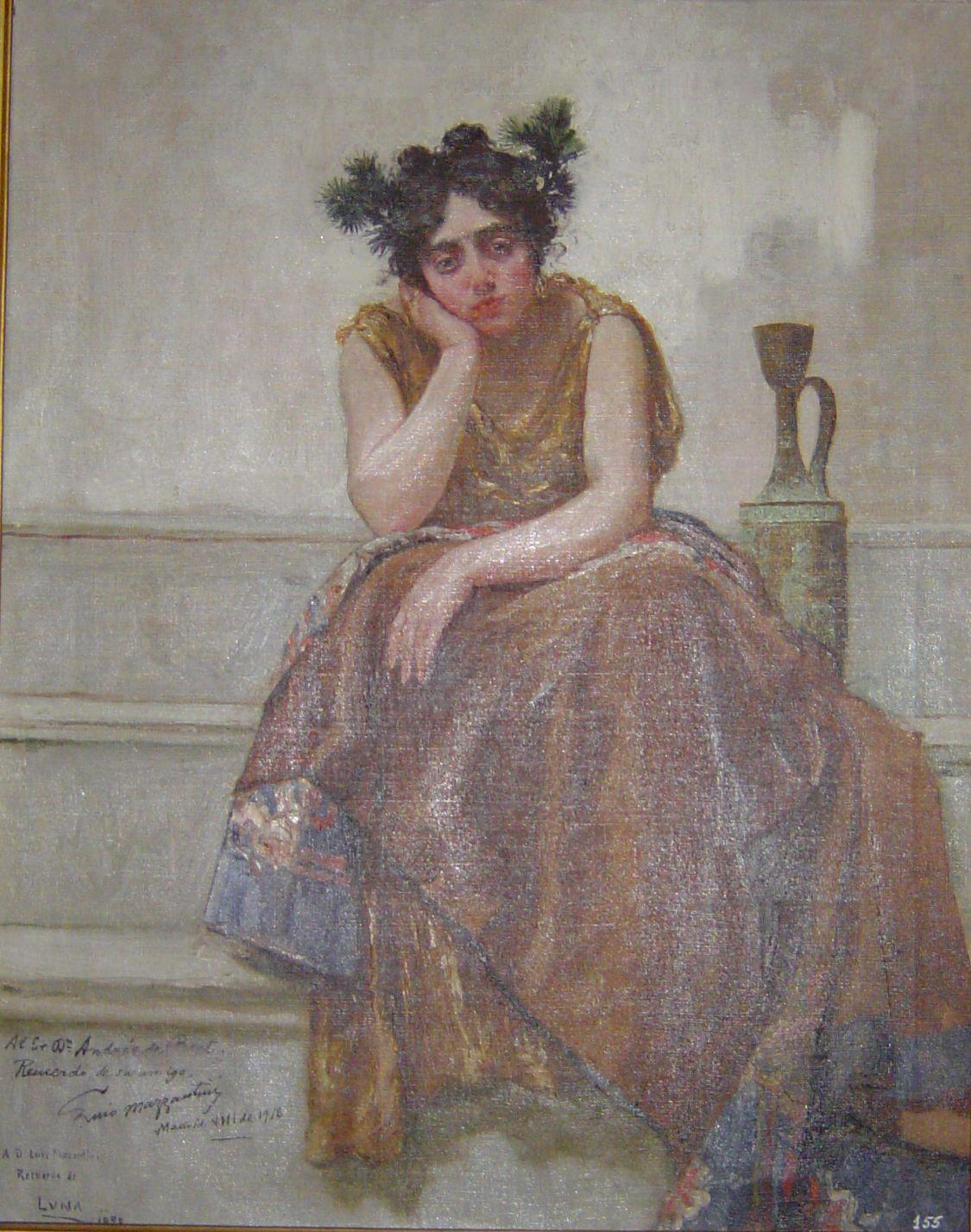
Figura Femenina
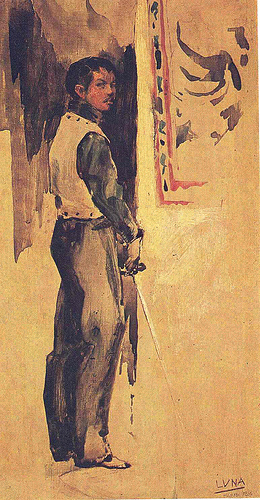
Indio Bravo
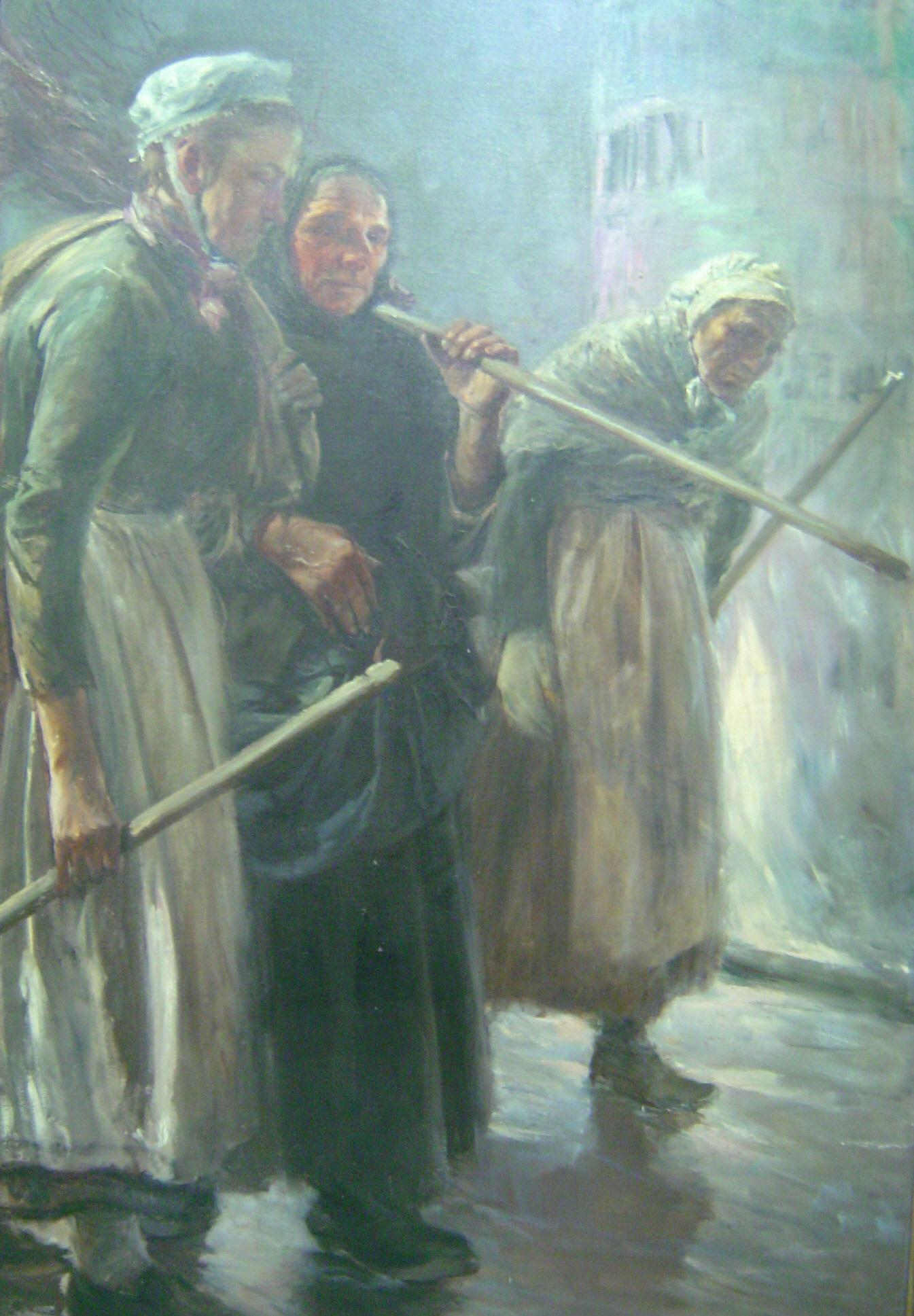
La Vanguardia
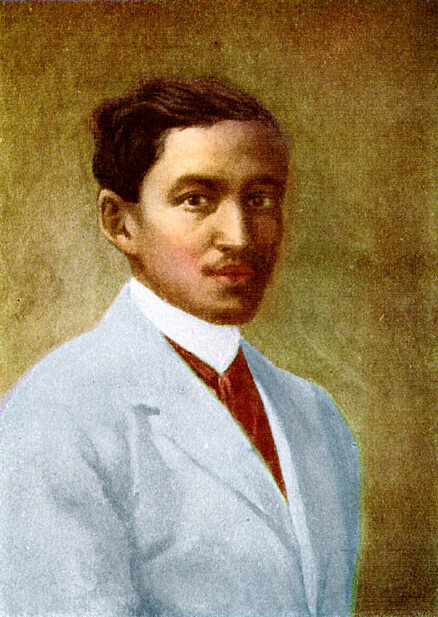
José Rizal
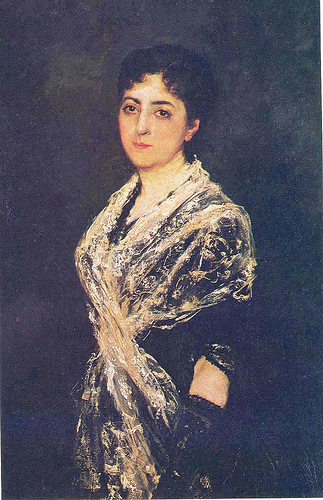
La Marquesa de Monte Olivar
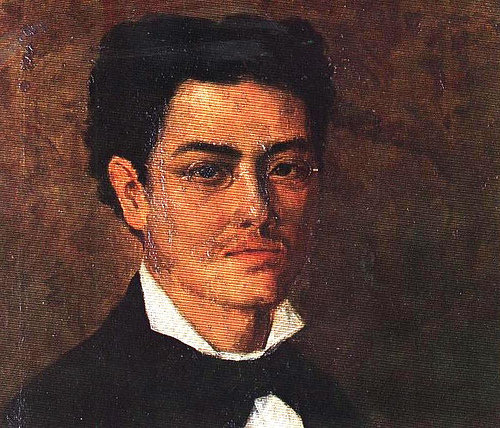
Manuel Luna
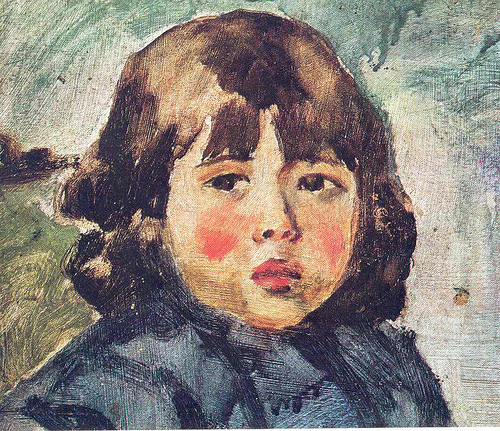
Mi Hijo Andres
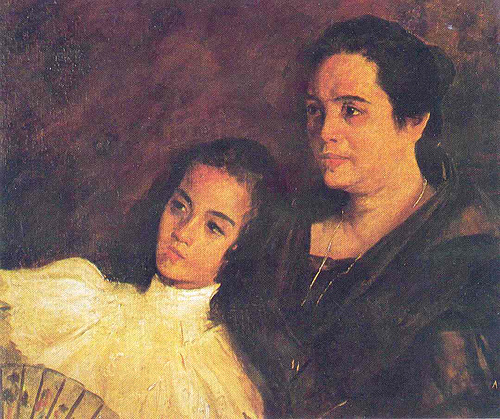
Nena y Tinita
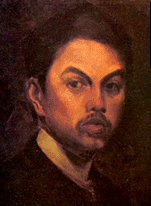
Self portrait

### Articles i publicacions
- Les Doninicals del Lliure Pensament “Exposició de Belles arts. El Spoliarium”, Madrid, diumenge, 29 de juny de 1884, pàg. 3-4.
- La Il·lustració Artística. N. 147, Barcelona, 20 d'octubre de 1884, pàg. 339, 340, 341.
- L'Iberia, -El procés de Luna Novicio, Madrid, dimecres, 8 de febrer de 1893, p. 1.
- L'Época, -El procés Luna, Madrid, dimecres, 8 de febrer de 1893, p. 2.
- La Il·lustració Artística, Barcelona, 6 d'agost de 1900, p. 8.
- Catàleg Museu, Organisme Autònom de Patrimoni Víctor Balaguer Av. Narcís Monturiol, 2 08800 Vilanova i la Geltrú